# Чармандер

Чармандер

Чармандер англ. Charmander, (Hitokage|ヒトカゲ) — це вигадана істота, покемон. Він належить до першого покоління покемонів і має порядковий номер 004 зі 150 покемонів першого покоління і 729 всіх семи. Його ім'я перекладається як спалююча саламандра (у міфології саламандра - це дух вогню). Уперше він з'являється у відеоіграх компанії Nintendo 1996 року, а також в однойменному мультсеріалі. Франшиза чармандера використана у багатьох карткових іграх та при створенні іграшок і брелоків.

## Загальна характеристика
Чармандер — це невеличкий кмітливий покемон-рептилія з вогняною китицею на хвості, що рухається на задніх лапах. Має помаранчеву шкіру на спині та жовту на череві і зелені очі. Цього покемона рекомендують тренерам-початківцям, як одного з трьох покемонів, яких найлегше тренувати, хоча серед них натренувати його найважче. Чармандер полюбляє битись, а тому це дуже сильний покемон. Це перша форма еволюції, наступні Чармелеон та Чарізард. Еволюціонує на рівні 16. Вогняна китиця на його хвості відображає стан покемона, як фізичний, так і емоціональний. Вогонь збільшується і підсилює чармандера, коли він розлючений. Ця його властивість має назву Полум'я. Покемон має берегти свій хвіст від води, адже якщо вогонь згасне, то він може втратити здатність до боїв або навіть загине. Окрім вогню, ознакою його здоров'я є гладенька шкіра. Відноситься до вогняного типу. Вид — покемон-ящірка. Зріст покемона приблизно 61 см, а вага — 8,5-8,6 кг. Судячи з його типу, чармандеру простіше перемагати рослинних, льодяних і покемонів-комах, а програватиме він найчастіше іншим вогняним, водяним, кам'яним і покемонам-драконам.

## Атаки
- Рик - чармандер гарчить;
- Лобовий удар - чармандер б'є ворога головою;
- Дряпання - чармандер дряпає кігтями свого супротивника;
- Хльосткий удар - пальці на передній лапі світяться білим і він б'є ворога з розмаху;
- Жар (Гаряче вугілля) - чармандер розмахує хвостом під час обертання і розкидає гаряче вугілля і присок, що вилітають з вогняної китиці;
- Хижий погляд (Злий погляд) - чармандер кидає на супротивника погляд, що позбавляє того на деякий час можливості діяти;
- Іскрометний погляд - з очей чармандера ніби вилітають іскри, якими він лякає супротивника;
- Вогнемет - чармандер атакує ворога струменем вогню, який виривається з його пащі;
- Метання вогню - чармандер кидає на супротивника вогонь зі свого хвоста;
- Вогняна атака - чармандер атакує ворога вогнем;
- Вогняні стріли - чармандер стріляє у супротивника вогняними стрілами, які вилітають з китиці на хвості;
- Вогняна спіраль - з пащі чармандера виходить спіральний струмінь вогню, що потім охоплює і спалює супротивника;
- Вогняний вихор - чармандер створюєв пащі вихор із полум'я, який, вивільнившись, перетворюється на вогняне торнадо і спалює ворога;
- Гнів - чармандер атакує ворога дуже потужним вогнеметом;
- Лють - очі і хвіст чармандера починають палати, після чого він із силою кусає ворога.